# Bursera ariensis
Bursera ariensis là một loài thực vật có hoa trong họ Burseraceae. Loài này được (Kunth) McVaugh & Rzed. mô tả khoa học đầu tiên năm 1965.